# Къща музей „Христо Смирненски“
Къщата музей „Христо Смирненски“ се намира на ул. „Овче поле“ № 116 в София.
Музеят е открит за посетители през 1969 г. Притежава част от личния архив на Христо Смирненски – ръкописи, предсмъртния му бележник, оригинални фотографии, лични вещи, богата колекция от портрети и илюстрации. Съхраняват се архиви, книги и лични вещи на вуйчо му Владимир Попанастасов-Пепо и брат му Тома Измирлиев. Битовата експозиция е изградена с автентични материали, дарение от семейството.
След 18-годишно прекъсване, на 15 юни 2022 г., обновената къща музей „Христо Смирненски“ отново отвори врати за посетители. 